# The Corsican Brothers (film 1912)
The Corsican Brothers è un cortometraggio muto del 1912 diretto da Oscar Apfel e J. Searle Dawley.

## Produzione
Il film fu prodotto dalla Edison Company.

## Distribuzione
Distribuito dalla General Film Company, il film - un cortometraggio in una bobina - uscì nelle sale cinematografiche statunitensi il 9 febbraio 1912.